# Idiohelina setifemur
Idiohelina setifemur är en tvåvingeart som beskrevs av Malloch 1924. Idiohelina setifemur ingår i släktet Idiohelina och familjen husflugor. Inga underarter finns listade i Catalogue of Life.